# Stijve waterranonkel
De stijve waterranonkel (Ranunculus circinatus Sibth.) is een plant uit de ranonkelfamilie.

## Beschrijving
Afmeting30 tot 100 cm.
LevensduurHet is een overblijvende plant.94
BloeimaandenJuni t/m augustus.
BladerenEr zijn alleen ondergedoken bladeren. Ze zijn klein, donkergroen en met korte stevige onbuigzame uitstaande slippen in een plat vlak haaks op de stengels. Als de plant uit het water wordt gehaald blijven de bladeren stijf.
BloemenWitte bloemen, 1 tot 2 cm groot, de kroonbladen zijn 4 tot 9 mm, elkaar met de randen bedekkend, bloembodem behaard.
VruchtenDe onrijpe vruchtjes zijn behaard, maar bij rijpheid vaak kaal, met een lang rechtopstaand stijlpuntje. Vruchtstelen tot 10 cm, duidelijk langer dan de bladeren.

## Biotoop
BodemZonnige plaatsen, in stilstaand of zwak stromend, matig voedselrijk tot voedselrijk, ondiep tot vrij diep, zoet tot zwak brak water.
GroeiplaatsenSloten, kanalen, plassen, meren, langzaam stromende beken en vijvers.

## Verspreiding
WereldGematigde streken van Europa en Siberië.
NederlandVrij algemeen in laagveengebieden, het noordelijk zeekleigebied, het rivierengebied en de Hollandse duinen, elders zeldzaam tot zeer zeldzaam.
BelgiëIn Vlaanderen een zeldzame soort met een onduidelijk verspreidingspatroon, al is er een voorkeur voor de kustpolders. In Wallonië is het een zeer zeldzame plant.